# Мечеть Хиль
Мечеть Хиль — историко-архитектурный памятник, построенный в 1912 году, расположенный в селе Хиль Гусарского района Азербайджана.
Мечеть внесена в список объектов культурного наследия местного значения согласно постановлению № 132, принятому Кабинетом Министров Азербайджанской Республики 2 августа 2001 года.

## О мечети
Строительство мечети в селе Хиль началось в 1908 году на средства местных жителей. Фундамент выполнен из речных камней, остальные части построены из сырцового кирпича. Интерьер украшен различными орнаментами. Крыша покрыта железными листами. Кроме купола, в углах мечети установлены четыре железные минареты, высота каждого из которых составляет 4 метра. В 1912 году мечеть была открыта для прихожан. Внутри может одновременно молиться до 300 человек, на втором этаже имеется просторное помещение для женщин.
После советской оккупации в Азербайджане официально началась борьба с религией с 1928 года. В декабре того же года ЦК КП Азербайджана передал многие мечети, церкви и синагоги на баланс клубов для использования в просветительских целях. Если в 1917 году в Азербайджане было 3000 мечетей, то в 1927 году их число снизилось до 1700, в 1928 году — до 1369, а в 1933 году осталось лишь 17. Мечеть Хиль также была закрыта для молитв. Здание использовалось как клуб и склад.
После восстановления независимости Азербайджана мечеть снова была открыта для прихожан. Она вновь была включена в список объектов культурного наследия местного значения согласно постановлению № 132 Кабинета Министров Азербайджанской Республики от 2 августа 2001 года.
В 2013 году мечеть пришла в аварийное состояние. В 2019 году были проведены основные восстановительные работы. Внешние стены мечети были оштукатурены, обновлены двери и окна, а также крыша.

## Галерея

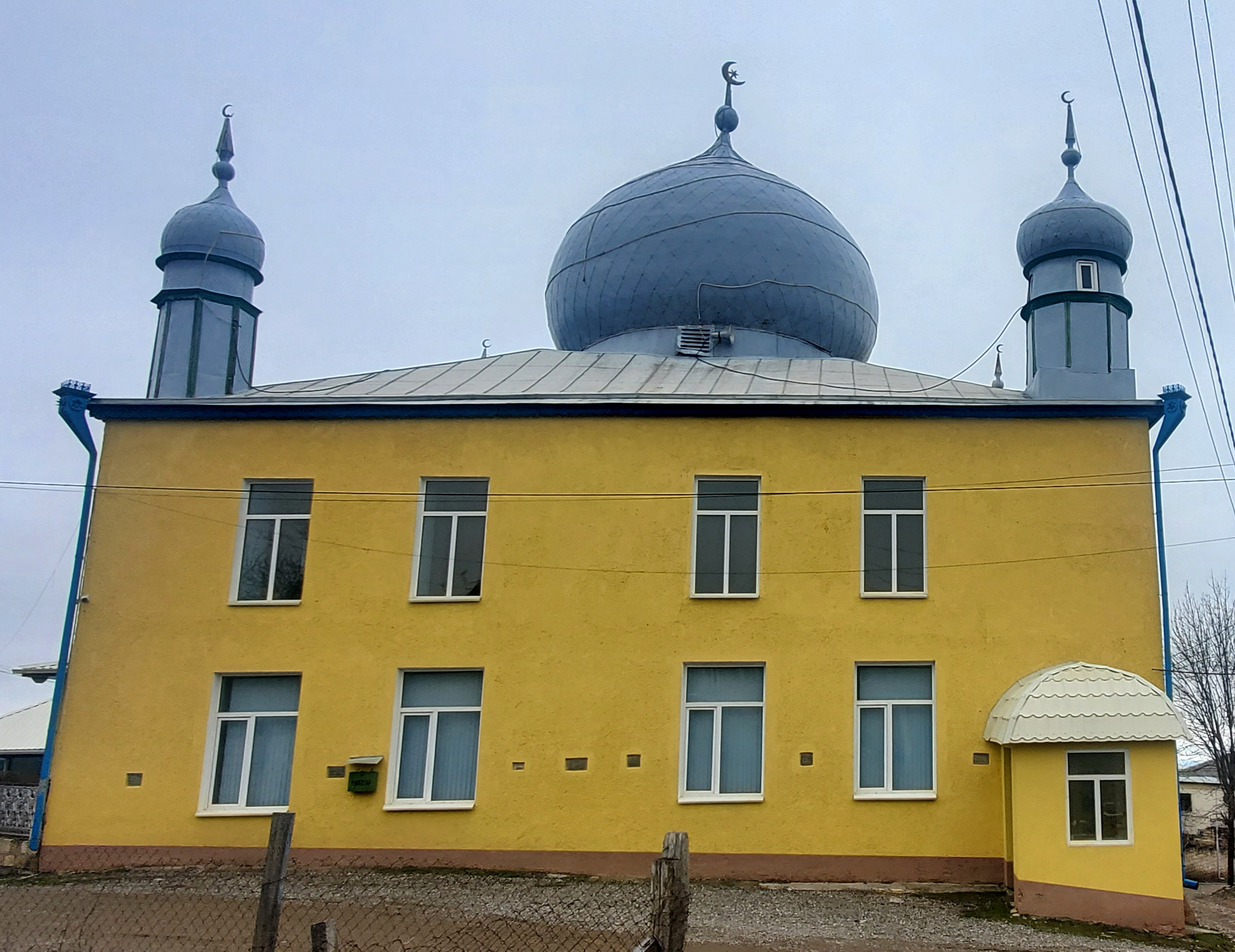
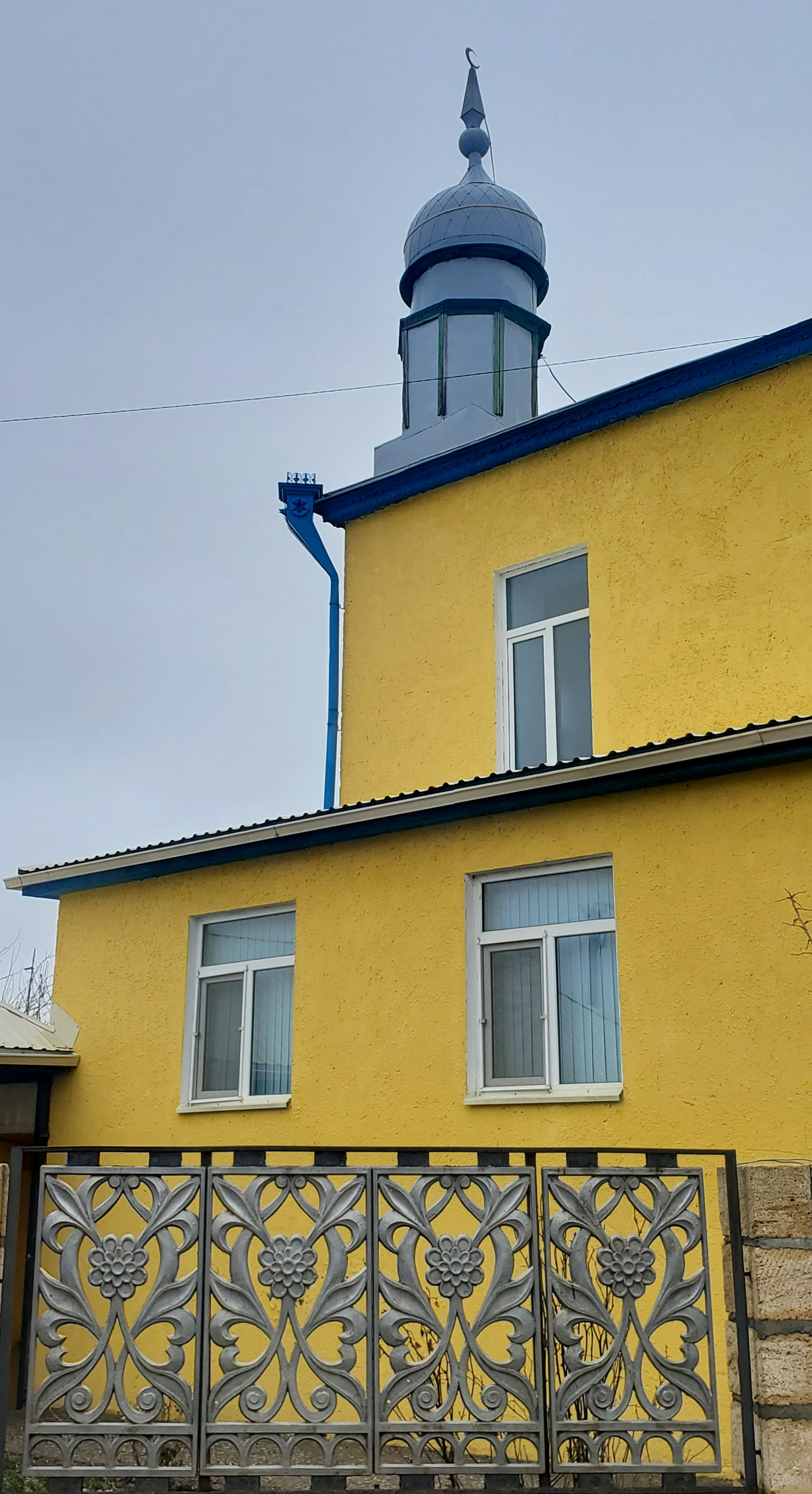
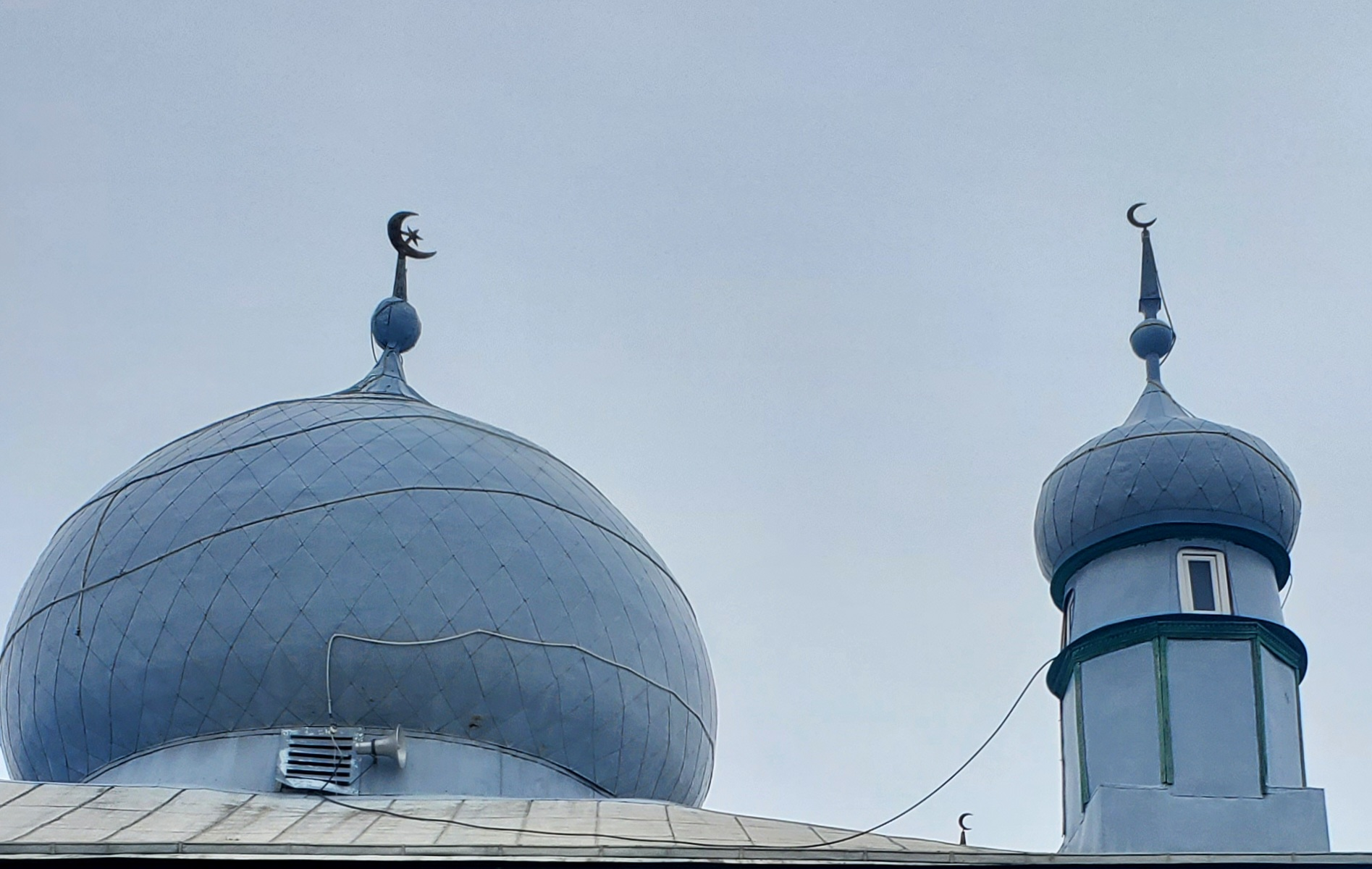
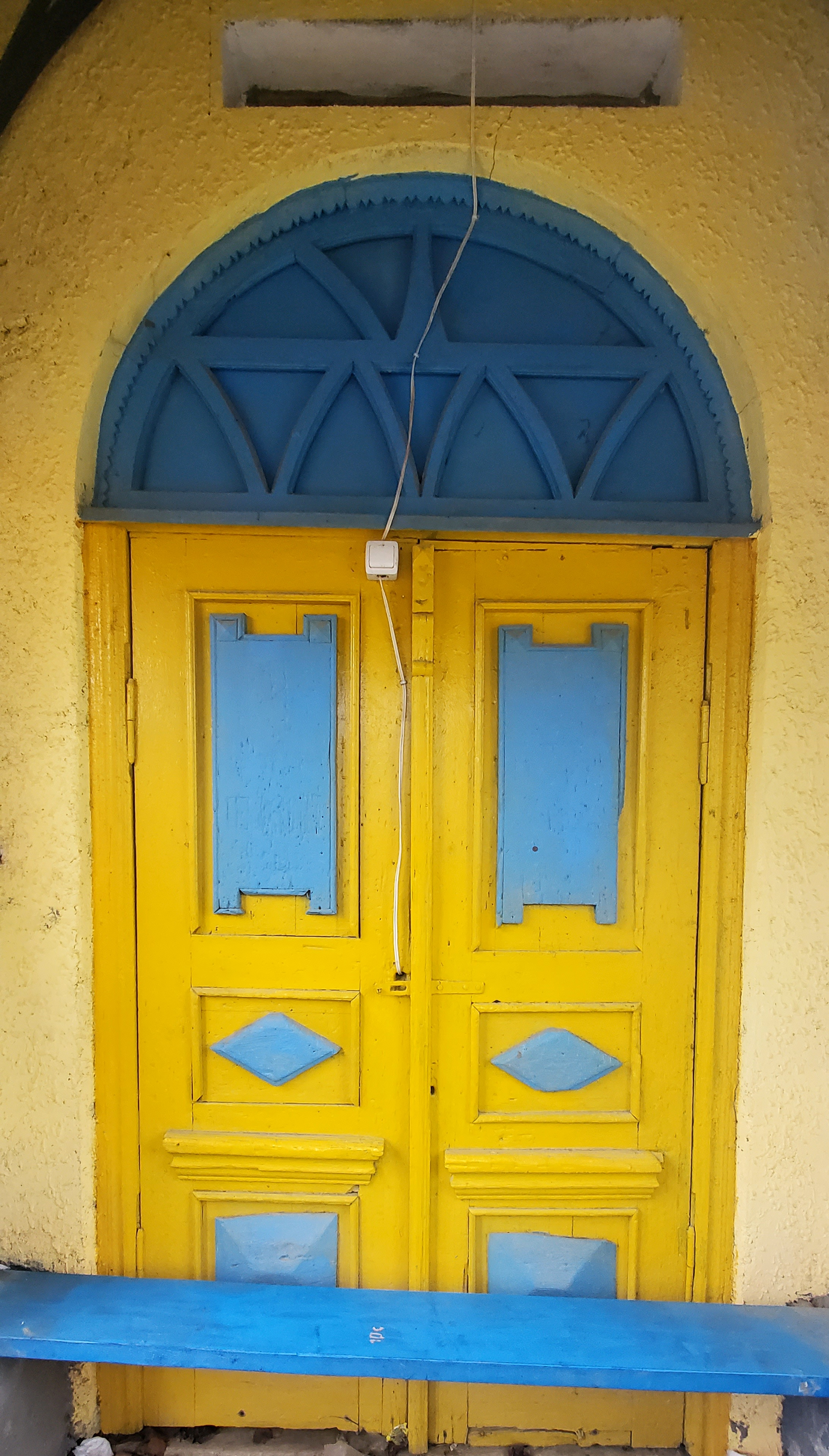
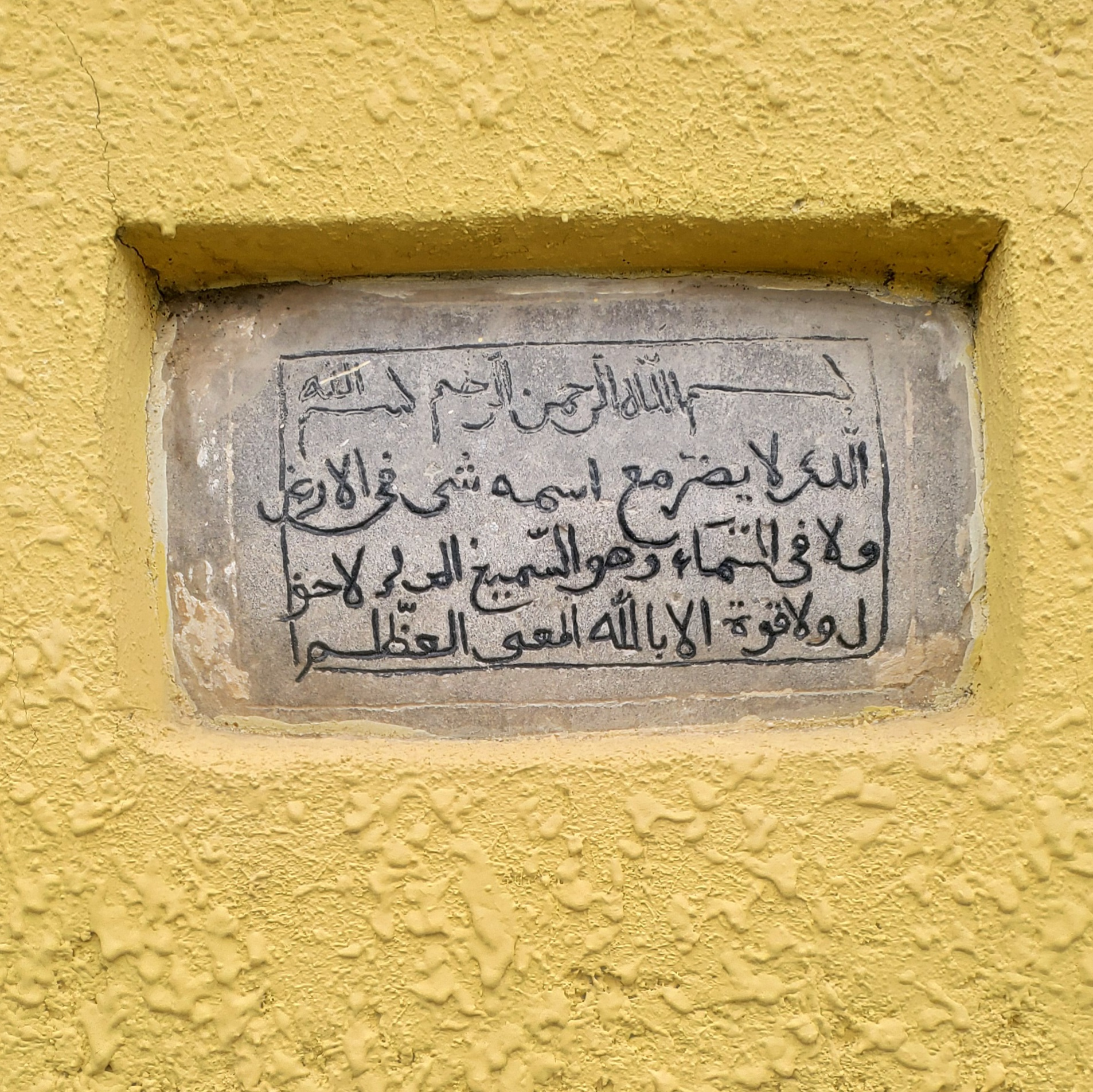
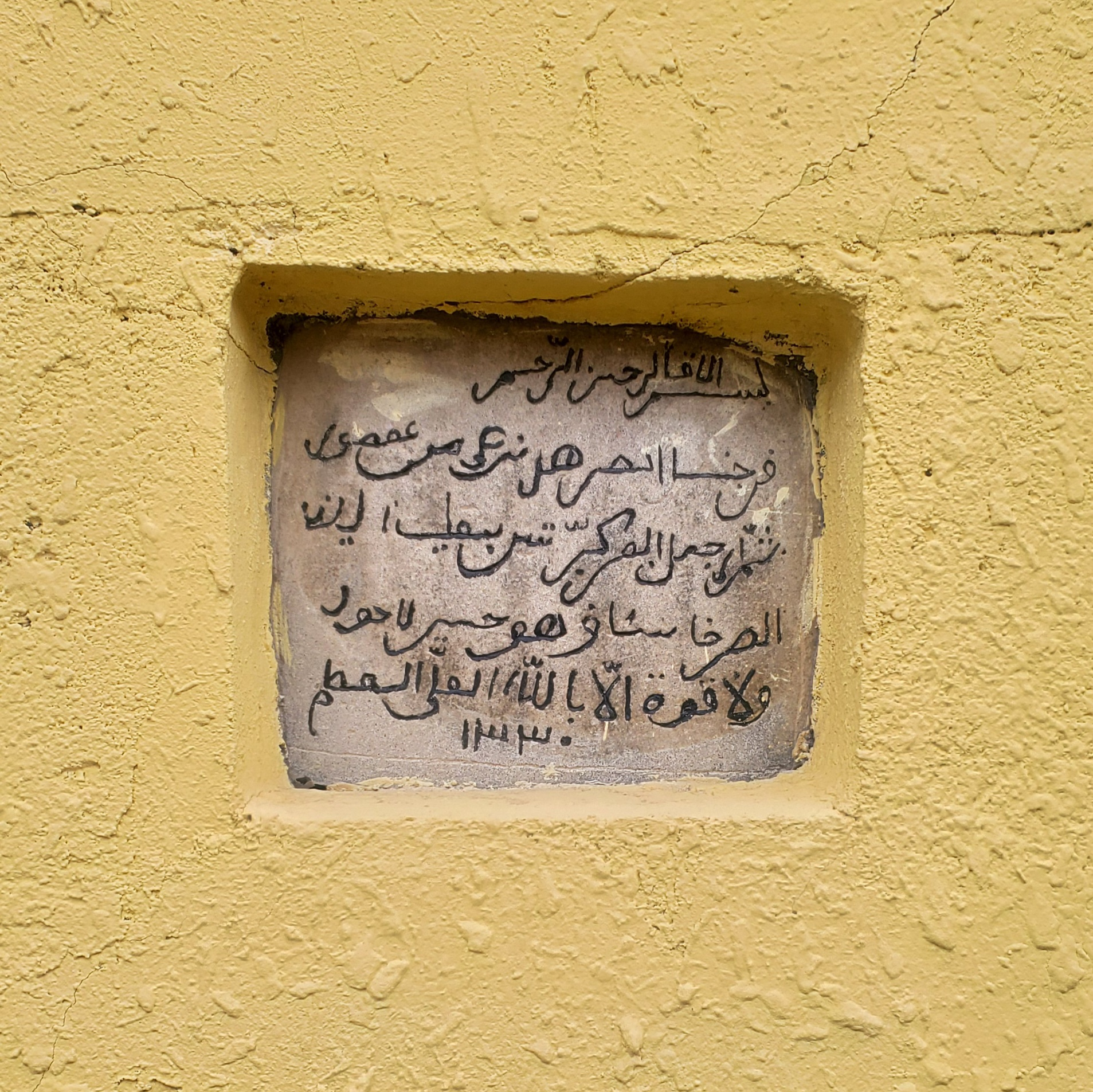